# Palazzo Maranta

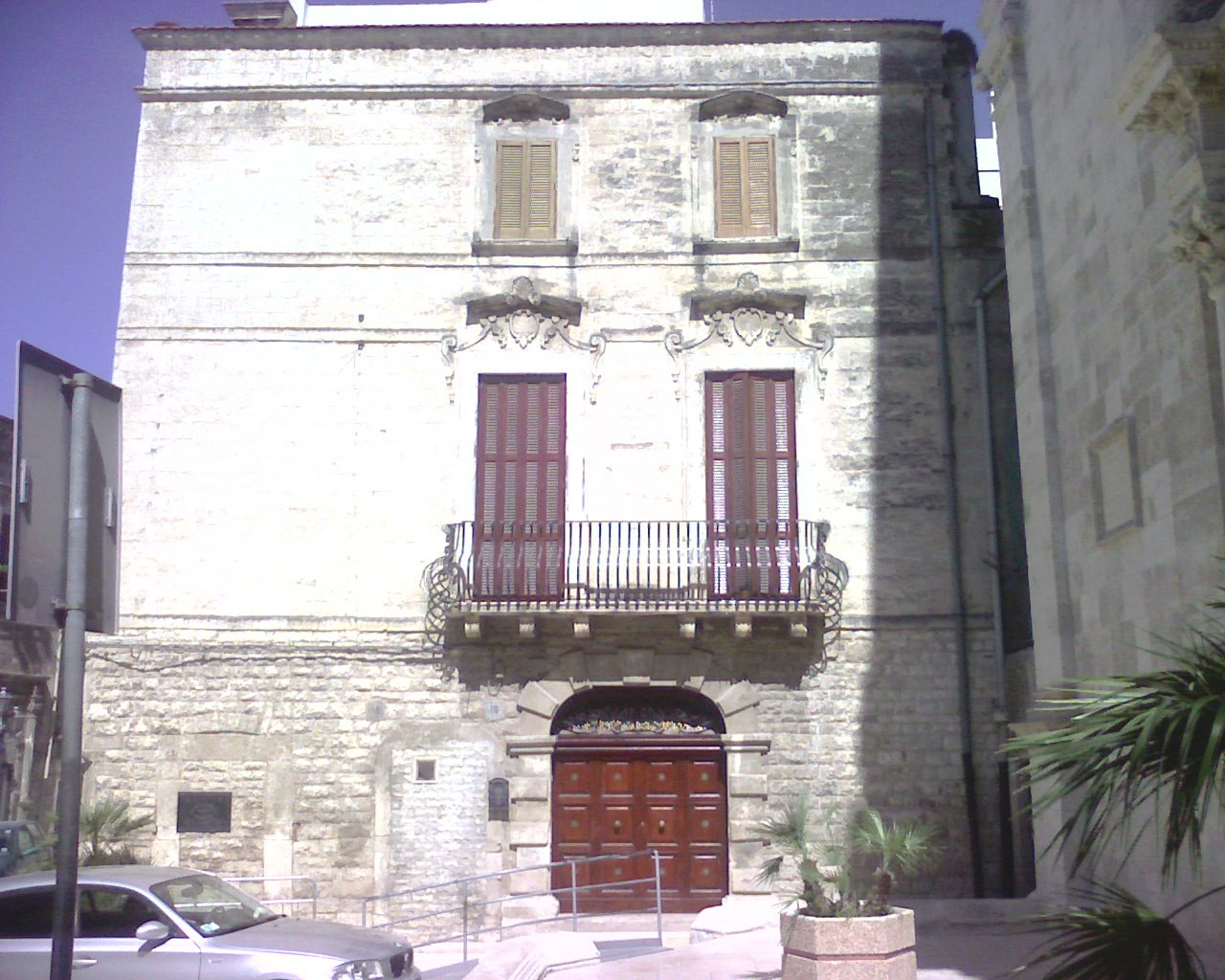
Facciata di Palazzo maranta, in Piazza del Popolo

Palazzo Maranta è un palazzo storico di Modugno (BA) che si erge nella centralissima Piazza del Popolo, alla sinistra della Chiesa Matrice. Fu costruito nel 1640, così come indicato in un'iscrizione nell'angolo sinistro dell'edificio. Si sviluppa su tre livelli, il primo dei quali ha uno stile tardo rinascimentale ed è caratterizzato da bugnato in pietra calcarea e arco ribassato. Gli altri due livelli sono in muratura liscia. Il caratteristico balcone al primo piano fonde elementi caratteristiche della tecnica pugliese con il gusto per il barocco nella ringhiera in ferro battuto e nei ricchi ornamenti che sovrastano i due finestroni.
Colui che fece costruire il palazzo fu, forse, lo stesso Giampietro Maranta che nel 1673 donò molti suoi beni per la trasformare la chiesa e il conservatorio di Sant'Eligio nel monastero di Santa Maria della Purità (Monacelle) e nella chiesa di San Giuseppe. 
Personaggio illustre della famiglia Maranta fu Giuseppe, vissuto nell'Ottocento. Giuseppe Maranta fu un avvocato e uno studioso che lavorò anche nella capitale del Regno Borbonico: Napoli. Fu sindaco di Modugno dal 1856 al 1860: con l'arrivo dei Garibaldini divenne l'ultimo sindaco modugnese del periodo borbonico.